# Tipula fanjingshana
Tipula fanjingshana är en tvåvingeart som beskrevs av Yang 1988. Tipula fanjingshana ingår i släktet Tipula och familjen storharkrankar. Inga underarter finns listade i Catalogue of Life.